# Оранжерейная улица (Сестрорецк)
Оранжере́йная у́лица — улица в городе Сестрорецке Курортного района Санкт-Петербурга. Проходит от Лесной улицы до улицы Максима Горького.
Название появилось в начале XX века. Дано, вероятно, по находившемуся здесь оранжерейному хозяйству Курорта.
Всю северо-западную сторону Оранжерейной улицы занимает Верхний парк.

## Застройка
- № 3 — дача С. И. Дворжецкого (1909, арх. С. Г. Гингер; объект культурного наследия регионального значения[2])